# 이타하나정
이타하나정(일본어: 板鼻町)은 일본 군마현 우스이군에 설치되었던 정이다.